# Nancy Fraser

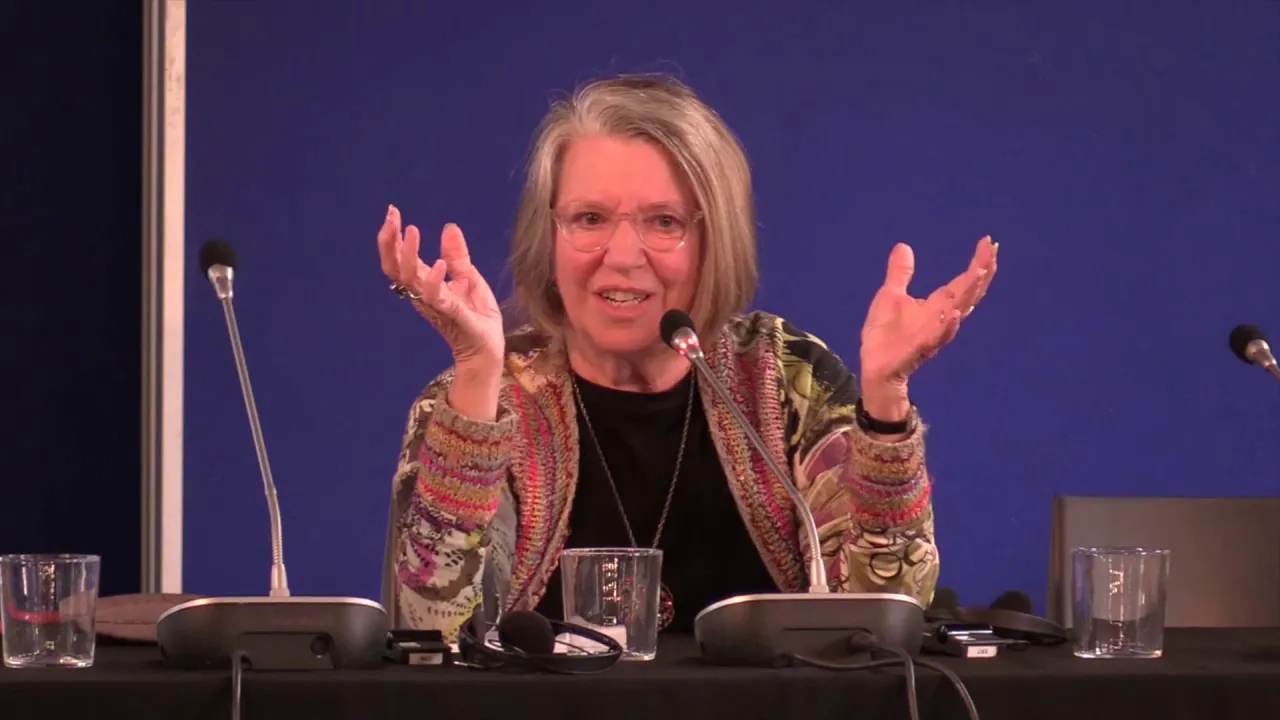
Nancy Fraser (2019)

Nancy Fraser (* 20. Mai 1947 in Baltimore) ist eine US-amerikanische Philosophin und feministische Theoretikerin.

## Leben
Fraser wuchs in Baltimore, Maryland, in einer jüdisch geprägten Familie auf. Ihr Vater ist Nachfahre osteuropäischer, jüdischer Immigranten. Frasers Großeltern verließen Europa am Anfang des 20. Jahrhunderts. Ihre Mutter hat irisch-katholische Wurzeln. In ihrer Jugend engagierte sie sich in der Bürgerrechtsbewegung, gegen den Vietnamkrieg und für Feminismus. Sie war Mitglied der amerikanischen Studentenorganisation SDS.
Fraser wurde 1980 an der City University of New York zur Ph.D. promoviert und ist derzeit (Stand 2024) Henry and Louise A. Loeb Professor of Philosophy and Politics an der New School  in New York City. 2010 wurde sie mit dem Alfred-Schütz-Preis der American Philosophical Association und der Ehrendoktorschaft der Nationalen Universität Córdoba in Argentinien ausgezeichnet. Von 2008 bis 2010 war sie Inhaberin eines Blaise Pascal International Research Chair an der École des hautes études en sciences sociales in Paris. Darüber hinaus war sie Gastprofessorin und Gastwissenschaftlerin an verschiedenen Hochschulen und Instituten, darunter am Wissenschaftskolleg zu Berlin. Sie lehrte unter anderem an der Northwestern University, der Johann Wolfgang Goethe-Universität Frankfurt am Main, der Reichsuniversität Groningen (Niederlande) und der Universität der Balearen in Palma de Mallorca. Von 2011 bis 2014 war Fraser Einstein Visiting Fellow am John-F.-Kennedy-Institut für Nordamerikastudien der FU Berlin. Im Juni 2022 hielt sie die Walter-Benjamin-Vorlesungen der Humboldt-Universität zu Berlin, im Mai 2023 Gastvorlesungen an der Panthéon-Sorbonne-Universität und dem durch ENS-Studierende ausgerichteten Marx-Seminar.
Fraser ist eine ehemalige Mitherausgeberin von Constellations, einer internationalen Zeitschrift für Kritische Theorie und Demokratieforschung. Aktuell (2023) gehört sie dem Redaktionsbeirat (Editorial Council) der Zeitschrift an.
2017/18 war sie Präsidentin der American Philosophical Association (Eastern Division). Seit 2019 ist sie Mitglied der American Academy of Arts and Sciences.

## Positionen

### Feminismus
Seit 2009 beschäftigt sich Fraser mit der Vereinnahmung des Feminismus der zweiten Frauenbewegung (ab den 1960er Jahren) durch den neoliberalen Kapitalismus. Sie spricht in diesem Zusammenhang von der „List der Geschichte“. Mit dem Erstarken von Globalisierung und Neoliberalismus haben sich die Linken nach Fraser ein neues Betätigungsfeld gesucht. Weil ihnen die Mittel aus der Hand genommen wurden, die soziale Frage machtpolitisch zu stellen, verlegten die Linken sich auf das Feld einer symbolischen Anerkennung: Niemand dürfe als Konsument diskriminiert werden. Damit schlossen sie unwillentlich ein Bündnis, das Nancy Fraser „progressiven Neoliberalismus“ nennt.
Insbesondere die Frauenbewegung habe – wie auch andere aufstrebende progressive Bewegungen – den Fehler begangen, die Sache des sozialen Ausgleichs einem falschen „Emanzipationsverständnis unter den Vorzeichen der Leistung, der Diversität und des Empowerments“ mit hohem moralischen Anspruch zu opfern, sich für den „Aufbau einer meritokratischen Leistungsgesellschaft“ engagiert, den „Sturm auf die Führungsetagen propagiert“ und die einfache Dienstleistungsarbeit auf „arme, farbige Migrantinnen“ abgewälzt, während die „alte Industrie auf den Hund kam“. Dieser neoliberale Feminismus habe eine reine Anerkennungs- oder Differenzpolitik betrieben.

### Marktwirtschaft
Fraser plädiert für eine Einhegung der Marktwirtschaft auf den Bereich unbedenklicher, individueller Konsumentscheidungen, deren Angebot beispielsweise durch Genossenschaften bereitgestellt werden könne. Demnach sollten Grundbedürfnisse durch öffentliche Güter erfüllt und betriebswirtschaftliche Mehrprodukte (surplus allocation) vergesellschaftet werden. Sie fasste dies 2022 in Der Allesfresser mit dem Ausspruch „No markets at the bottom, no markets at the top, possibly some markets in the in-between“ (Keine Märkte an der Basis, keine Märkte an der Spitze, vielleicht ein paar Märkte dazwischen) zusammen.
Im Juni 2022 erklärte Fraser in einem Interview mit Christoph David Piorkowski in Berlin, dass es im Kapitalismus eine dreifache Ausbeutungsstruktur gebe: Die „offizielle Arbeit“ im kapitalistischen Zentrum könne nur deshalb profitabel sein, weil an der Peripherie des Systems billige Ressourcen durch meist nichtweiße Menschen in Verhältnissen erarbeitet werden, die schon nicht mehr Ausbeutung bedeuteten, sondern richtiger als „Enteignung“ zu bezeichnen seien, und sich das System zudem auf „unbezahlte Care-Arbeit“ – meist von Frauen – stütze. Die „soziokulturellen Trennungen“ seien „ebenso relevant wie der ökonomische Widerspruch zwischen Arbeit und Kapital“. Es sei typisch für den Liberalismus, dass er – bei formaler Gleichheit – doch vielen jene Ressourcen vorenthalte, „die für eine effektive Ausübung ihrer Freiheit notwendig“ seien. Den „Aufstieg des rechten Populismus“ betrachtet Fraser als „allergische Reaktion auf das Bündnis einer oberflächlichen Emanzipationsbewegung mit dem Kapital“ im angeblich progressiven Neoliberalismus. Es brauche ein breites progressives Bündnis von Feminismus, Antirassismus und marxistisch inspiriertem Klassenkampf, um die Ausbeutung zu überwinden. Die kritische Theorie könne nicht die konkrete Antwort dafür geben, sondern diese müsse „in einem kollektiven gesellschaftlichen Entwicklungsprozess gefunden werden“. Der Kapitalismus habe sich immer wieder transformiert und sie sage nicht, dass es ausgeschlossen sei, ihn zu reformieren, doch sie glaube, es brauche „ein gänzlich anderes System“. Die „permanente Umwandlung von natürlichen, gesellschaftlichen und menschlichen Ressourcen in Profite“ schleife die „Hintergrundbedingungen“ des Kapitalismus, insofern sei er „letztlich kannibalistisch.“

### Nahostkonflikt
Nach dem Terrorangriff der Hamas auf Israel und dem Beginn des Gaza-Kriegs im Herbst 2023 unterzeichnete Fraser gemeinsam mit über vierhundert weiteren Philosophieprofessoren aus Nordamerika, Lateinamerika und Europa einen Aufruf unter dem Titel Philosophy for Palestine. In dem am 1. November 2023 publizierten Brief sprechen die Philosophen von einer zweiten Nakba, die sich entfalte. Israel werfen sie einen beginnenden Genozid vor. Es sei nicht abwegig, „Israels Kontrolle über das Land vom Jordan bis zum Mittelmeer heute als ein System der Apartheid zu charakterisieren“.
Wegen ihrer Unterzeichnung wurde die Fraser zuerkannte Albertus-Magnus-Professur 2024 von der Universität zu Köln mit der Begründung widerrufen, der offene Brief stelle das Existenzrecht Israels in Frage, relativiere den Hamas-Terror und rufe zum akademischen und kulturellen Boykott Israels auf. Wissenschaftler wie Rahel Jaeggi, Stephan Lessenich, Hartmut Rosa, Axel Honneth, Oliver Nachtwey und Eva von Redecker verurteilten die Ausladung. Sie sei „ein weiterer Versuch, die öffentliche und wissenschaftliche Diskussion zu Israel und Palästina unter Verweis auf vermeintlich eindeutige und regierungsamtlich definierte rote Linien einzuschränken“. Fraser selbst bezeichnete sich als Opfer eines „philosemitischen McCarthyismus“. Das Netzwerk Wissenschaftsfreiheit kritisierte die Universität für die Absage.

## Veröffentlichungen (Auswahl)

### Originalschriften
- Reframing Justice in a Globalizing World. In: New Left Review. Bd. 36, 2005 (online).
- Cannibal Capitalism. How Our System Is Devouring Democracy, Care, and the Planet—and What We Can Do About It. Verso, London 2022, ISBN 978-1-83976-123-2.
- Nancy Fraser, Christoph Sorg: Socialism, Planning and the Relativity of Dirt. In: Jan Gross, Christoph Sorg (Hrsg.): Creative Construction. Bristol University Press, 2025, ISBN 978-1-5292-3514-2, S. 308–328, doi:10.51952/9781529235142.ch017.

### Schriften in deutscher Übersetzung (Auswahl)
- Die halbierte Gerechtigkeit. Schlüsselbegriffe des postindustriellen Sozialstaates („Justice interruptus“). Suhrkamp, Frankfurt am Main 2001, ISBN 3-518-11743-2.
- Der Streit um Differenz. Feminismus und Postmoderne in der Gegenwart. Suhrkamp, Frankfurt am Main 1993, ISBN 3-596-11810-7 (zusammen mit Seyla Benhabib, Judith Butler und Drucilla Cornell).
- Umverteilung oder Anerkennung? Eine politisch-philosophische Kontroverse. Suhrkamp, Frankfurt am Main 2003, ISBN 3-518-29060-6 (zusammen mit Axel Honneth).
- Widerspenstige Praktiken. Macht, Diskurs, Geschlecht („Unruly practices“). Suhrkamp, Frankfurt am Main 2003, ISBN 3-518-11726-2.
- Für eine neue Linke oder: Das Ende des progressiven Neoliberalismus („The End of Progressive Neoliberalism“), erschienen im dissentmagazine Januar 2017 auf Englisch (online), in deutscher Übersetzung online in den Blättern für deutsche und internationale Politik.
- Was stimmt nicht mit der Demokratie? Eine Debatte mit Klaus Dörre, Nancy Fraser, Stephan Lessenich und Hartmut Rosa, herausgegeben von Hanna Ketterer und Karina Becker. Suhrkamp, Berlin 2019, ISBN 978-3-518-29862-6.
- mit Rahel Jaeggi: Kapitalismus. Ein Gespräch über kritische Theorie. Suhrkamp, Berlin 2020, ISBN 978-3-518-29907-4.
- Der Allesfresser. Wie der Kapitalismus seine eigenen Grundlagen verschlingt („Cannibal Capitalism. How our System is Devouring Democracy, Care, and the Planet – and What We Can Do About It“). Aus dem Englischen von Andreas Wirthensohn, Suhrkamp, Berlin 2023, ISBN 978-3-518-02983-1.